# Гусеницеїд золотистий
Гусеницеїд золотистий (Conopophaga aurita) — вид горобцеподібних птахів родини гусеницеїдових (Conopophagidae).

## Поширення
Вид поширений в басейні Амазонки на півночі Бразилії, півдні Колумбії, сході Перу та Еквадору, в Гаяні, Суринамі та Французькій Гвіані. Його природним середовищем проживання є тропічні вологі низинні ліси.

## Опис
Дрібний птах завдовжки 10,5-13 см, вагою 12-31 г. Тіло пухке з великою сплющеною головою, коротким конічним дзьобом, короткими й закругленими крилами, квадратним хвостом та міцними ногами. Голова та горло чорні. За очима лежить біла смуга. Верх голови та шия іржаво-коричневого забарвлення, груди руді. Спина, крила і хвіст коричневі. Черево біле. У самиць в оперенні більше коричневого, а менше чорного та рудого кольорів. Дзьоб чорний.

## Спосіб життя
Мешканець тропічних лісів. Трапляється поодинці або парами. Активний вдень. Живиться комахами та іншими дрібними безхребетними, на яких полює із засідки на дереві. Моногамний птах. Сезон розмноження триває у лютому-березні. Чашоподібне гніздо будує на гілках серед епіфітів. У кладці 2-3 яєць. Насиджують обидва партнери по черзі. Інкубація триває 15 днів. Пташенята починають літати через три тижні після вилуплення, але батьки продовжують їх годувати ще три тижні.